# Avenida Presidente Ernesto Geisel
A avenida Presidente Ernesto Geisel é uma das principais vias da cidade de Campo Grande, no estado do Mato Grosso do Sul, Brasil.
Conta com diversos estabelecimentos comerciais dos mais variados setores ao longo de seu percurso.. Esta avenida é o principal acesso para Parque Florestal Antônio de Albuquerque (o horto da cidade).